# Astragalus dasycarpus
Astragalus dasycarpus är en ärtväxtart som beskrevs av Chamberlain. Astragalus dasycarpus ingår i släktet vedlar, och familjen ärtväxter. Inga underarter finns listade i Catalogue of Life.